# マーテーサルカ - ザーホニ線
マーテーサルカ - ザーホニ線（ハンガリー語;Mátészalka–Záhony-vasútvonal）は、ハンガリー国鉄の鉄道線の名称である。路線番号は111。

## 運行形態[1]
全て各駅停車。平日は一日8往復、土曜日は一日6往復、休日は一日7往復の運行。ヴァーロシュナメーニ以南は、一日あたり平日9.5往復、土曜日8往復、日曜7-9往復となる。うち3.5往復が、115号線のティボルサーラーシュ方面に直通する。
2022,23年度は、一日3往復（日曜2往復）のみが115号線に直通していた。

## 駅一覧
以下では、ハンガリー国鉄111号線の駅と営業キロ、停車列車、接続路線などを一覧表で示す。なお、全て各駅停車である。
| 路線名 | 駅名                         | 駅間営業キロ | 累計営業キロ | 接続路線                                                                                             | 所在地                         | 所在地                       |
| ------ | ---------------------------- | ------------ | ------------ | --- | ------------------------------ | ---------------------------- |
| 111    | マーテーサルカ駅             | -            | 0            | 110号線（デブレツェン方面） 113号線（フェヘールジャルマト方面）、115号線（ティボルサーラーシュ方面） | サボルチ・サトマール・ベレグ県 | マーテーサルカ郡             |
| 111    | オーパーイ駅                 | 6            | 6            | | サボルチ・サトマール・ベレグ県 | マーテーサルカ郡             |
| 111    | ナジドボシュ駅               | 6            | 12           | | サボルチ・サトマール・ベレグ県 | マーテーサルカ郡             |
| 111    | ヴィトカ駅                   | 5            | 17           | | サボルチ・サトマール・ベレグ県 | ヴァーシャーロシュナメーニ郡 |
| 111    | ヴァーシャーロシュナメーニ駅 | 4            | 21           | 116号線（ニーレジハーザ方面）                                                                        | サボルチ・サトマール・ベレグ県 | ヴァーシャーロシュナメーニ郡 |
| 111    | キシュヴァルシャーニ駅       | 3            | 24           | | サボルチ・サトマール・ベレグ県 | ヴァーシャーロシュナメーニ郡 |
| 111    | ジュレ駅                     | 3            | 27           | | サボルチ・サトマール・ベレグ県 | ヴァーシャーロシュナメーニ郡 |
| 111    | アラニョシャパーティ駅       | 4            | 31           | | サボルチ・サトマール・ベレグ県 | ヴァーシャーロシュナメーニ郡 |
| 111    | ウーイケネーズ駅             | 6            | 37           | | サボルチ・サトマール・ベレグ県 | キシュヴァールダ郡           |
| 111    | トルニョシュパールツァ駅     | 2            | 39           | | サボルチ・サトマール・ベレグ県 | キシュヴァールダ郡           |
| 111    | マーンドク駅                 | 7            | 46           | | サボルチ・サトマール・ベレグ県 | ザーホニ郡                   |
| 111    | エペルイェシュケ下駅         | 4            | 50           | | サボルチ・サトマール・ベレグ県 | ザーホニ郡                   |
| 111    | ザーホニ駅                   | 7            | 57           | 100号線（ツェグレード方面、キエフ方面）                                                              | サボルチ・サトマール・ベレグ県 | ザーホニ郡                   |